# 臺中市太平區建平國民小學
臺中市太平區建平國民小學，簡稱建平國小，現任校長為彭怡文。以直笛為學校音樂發展特色，並曾獲得全國學生音樂賽的合奏、獨奏冠軍。

## 校史
為因應臺中小鎮及太平工業區吸引的大量人口，解決學童就學問題，民國77年（1988年）1月以太平國小建平分校之名開始籌設，同年5月11日計劃書呈報臺中縣政府核辦。民國80年（1991年）7月9日縣政府核定獨立建學，定名為臺中縣太平鄉建平國民小學，以張耀明為第一任校長；民國82年（1993年）將學區內學生從太平國小轉回該校；民國85年（1996年）8月1日，太平鄉升格為縣轄市後，改稱臺中縣太平市建平國民小學；民國99年（2010年）12月25日，臺中市及臺中縣合併升格為直轄市後，改稱臺中市太平區建平國民小學。

## 外部連結
- 臺中市太平區建平國小 （页面存档备份，存于）